# Élections législatives de 2020 au Dakota du Nord
Les élections législatives de 2020 au Dakota du Nord ont lieu le 3 novembre 2020 afin d'élire les 94 membres de la Chambre des représentants de l'État américain du Dakota du Nord.

## Système électoral
La Chambre des représentants du Dakota du Nord est la chambre basse de son parlement bicaméral. Elle est composée de 94 sièges pourvus pour deux ans au scrutin binominal majoritaire à un tour dans 47 circonscriptions de deux sièges chacune. Les électeurs de chaque circonscription disposent de deux voix qu'ils répartissent aux candidats de leur choix, à raison d'une voix par candidat. Après décompte des suffrages, les deux candidats ayant reçu le plus de voix sont élus.

## Résultats
| Partis                   | Partis                | Voix    | %   | +/- | Sièges | +/-           |
| ------------------------ | --------------------- | ------- | --- | --- | ------ | ------------- |
|                          | Parti républicain (R) | 209 433 |     |     | 80     | 1             |
|                          | Parti démocrate (D)   | 86 819  |     |     | 14     | 1             |
|                          | Autres partis         |         |     |     | 0      | en stagnation |
|                          | Indépendants          |         |     |     | 0      | en stagnation |
|                          |                       |         |     |     |        |               |
| Votes valides            |                       |         |     |     |        |               |
| Votes blancs et nuls     |                       |         |     |     |        |               |
| Total                    | Total                 |         | 100 | -   | 94     | en stagnation |
| Abstentions              |                       |         |     |     |        |               |
| Inscrits / participation |                       |         |     |     |        |               |